# Samuel Parris
Samuel Parris (1653, Londres, Inglaterra-27 de febrero de 1720,Sudbury, Massachusetts) era el ministro puritano al frente de la iglesia de Salem durante los juicios por brujería, así como el padre y el tío de las dos primeras muchachas "afligidas".

## Antecedentes
Nació en Londres, como el menor de los tres hijos de Thomas Parris, un comerciante y disidente religioso. Samuel emigró a Boston para estudiar en la Universidad de Harvard, la cual abandonó cuando su padre murió en 1673, para tomar las riendas de la plantación de azúcar que tenían en las Barbados. En 1680 un huracán dañó la propiedad. Samuel vendió una parte y regresó a Boston, donde se casó con Elizabeth Eldridge, considerada una de las mujeres más bellas de la ciudad. Tuvieron tres hijos: Thomas, Elizabeth y Susannah. Como la plantación y negocios mercantiles no eran lo suficientemente rentables, decidió asegurarse económicamente convirtiéndose en ministro eclesiástico, siendo enviado a Salem.
Era una localidad un tanto polémica, pues su población dispersa hacía entrar en conflicto tanto al pueblo como a particulares con los pueblos y particulares vecinos. Parris también era el cuarto ministro en ser llamado en un infructuoso intento por mantener un ministro permanente. Precedido por James Bayley (1673 a 1679), George Burroughs (1680 a 1683) y Deodat Lawson (1684-1689), todos los cuales habían tenido problemas personales con miembros de la congregación y el pago de su salario, lo cual se repitió con Parris. Visto como un arrogante, en octubre de 1691, el pueblo dejó de pagarle el salario.

## Caza de brujas
Cuando su hija Elizabeth "Betty" Parris y su sobrina Abigail Williams empezaron a mostrar un comportamiento extraño, acusaron a la esclava Tituba de embrujarlas. Parris presionó a Tituba hasta que confesó ser una bruja. Su esposo, John Indian, comenzó a acusar a otros, al igual que las niñas. El engaño se extendió y muchos fueron arrestados y encarcelados.
Durante los 16 meses que duró el fenómeno y los juicios, 19 personas fueron ahorcadas y una, Giles Corey, torturada hasta la muerte. Como Samuel Parris había sido un activo defensor de los acusadores en los casos de brujería (al contrario que los reverendos de los pueblos vecinos de Andover, Ipswich, Beverly y Rowley, que defendieron a sus feligreses acusados), su parroquia lo denunció en 1693 por su participación. Parris se disculpó escribiendo el ensayo Meditions for Peace, que presentó en noviembre de 1694. Increase Mather lo defendió ante la iglesia.
En 1696 la situación se había vuelto tan insostenible, que renunció a su cargo y se marchó de Salem.

## Últimos años
Probablemente regresó a sus negocios en Boston. Su esposa Elizabeth murió en 1696. En 1699 se volvió  a casar con Dorothy Noyes, en Sudbury. Predicó dos o tres años en Stow y luego se trasladó a Concord. Murió el 27 de febrero de 1720 en Sudbury, donde pasó sus últimos años.

## Ficción
Parris aparece en la obra teatral de Arthur Miller, El Crisol, inspirada en el caso, donde aparece en su imagen tradicional de hombre arrogante que sutilmente manipula a las acusadoras para que señalen a sus enemigos personales o personas que considera indignas. En sus adaptaciones cinematográficas de 1957 y 1996 fue interpretado respectivamente por Jean Debucourt y Bruce Davison. También aparece en la novela Tituba de Salem Village, de Ann Petry.